# Klášter San Pietro di Sorres
San Pietro di Sorres je bývalý katedrální kostel (Sorres Cathedral), od roku 1950 benediktinský klášter. Nachází se v Boruttě, vesnici v provincii Sassari v severní Sardinii. Byl postaven v pisánském románském stylu během 12.–13. století a do roku 1505 byl sídlem již zaniklé diecéze Sorres. Od roku 1950 sídlí v kostele a připojeném klášteře komunita benediktinských mnichů. Kostel se nachází na vrcholu sopečného kopce v oblasti Meilogu.

## Historie
Osada Sorres existovala přinejmenším od neolitu. Několik existujících dokumentů potvrzuje, že v Sorres bylo ve 12. století biskupství. Archeologické vykopávky také prokázaly přítomnost Kartaginců a Římanů. Stavba katedrálního kostela zasvěceného svatému Petrovi byla zahájena v letech 1171 až 1178 za biskupa Goffreda di Meleduno a dokončena na počátku 13. století.
Sorres začal upadat od 14. století, poté, co oblast připadla Aragoncům. Vesnice byla s výjimkou katedrály zničena a obyvatelé byli nuceni uprchnout do okolních měst, jako je Borutta, která se stala biskupskou rezidencí. Stolice byla zrušena v roce 1505 a byla začleněna do arcidiecéze Sassari. Kapitula v katedrále San Pietro di Sorres pokračovala v činnosti, dokud všichni její členové nezemřeli.
Kostel a připojené budovy pak prošly dlouhým obdobím chátrání, které bylo zastaveno až několika rekonstrukcemi na konci 19. století. Kostel však zůstal opuštěný až do roku 1947, kdy byl vybrán pro ubytování skupiny benediktinských mnichů. Od roku 1950 probíhaly další opravy a vedle kostela byl postaven novorománský klášter, do kterého byly začleněny zbytky předchozích zchátralých budov.
Komplex získal status opatství v roce 1974.

## Popis

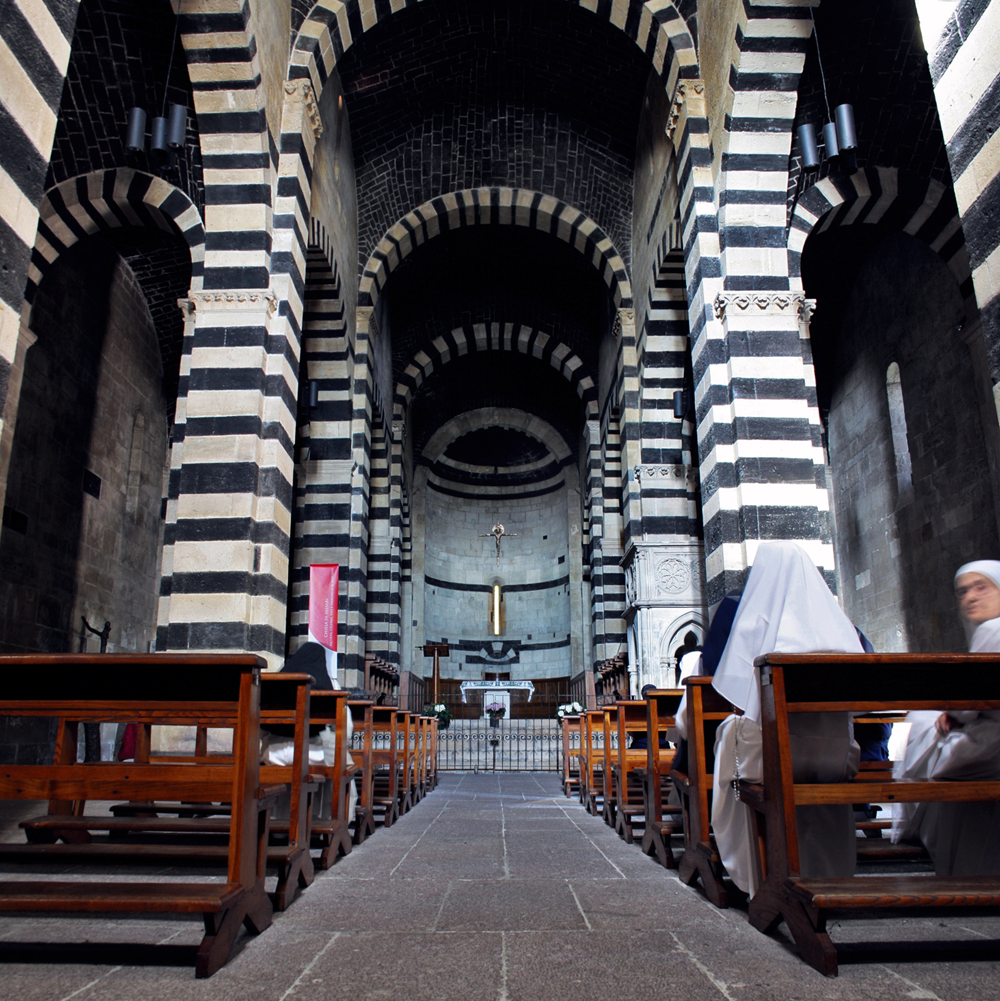
Interiér kostela

Klášter s kostelem je umístěn za velkým náměstím na náhorní plošině na vrcholu kopce, ve výšce asi 540 metrů nad mořem. Vnější vzhled kostela je charakterizován prokládáním černých (čedič) a světle bílých (pískovec) kamenů, což je typický znak pro středověké kostely v oblasti Pisy v Toskánsku. Fasáda je rozdělena do čtyř horizontálních sektorů: tři nižší sektory (portál a sektory nad ním) mají slepé arkády a lodžie zdobené kosočtverci, další typickou výzdobou současných toskánských církevních staveb. Na prvním stupni portálu je nápis Mariane maistro, pravděpodobně jméno zedníka ("Mistr Marianus"), který stavbu řídil. Boky a apsida jsou zdobeny lombardskými pásy. V interiéru je hlavní loď a dvě oční lodě, rozdělené osmi křížovými pilíři s černobílými pásy, nad nimiž jsou zaoblené oblouky. V lodi je křížová klenba a několik sloupkových oken; stěna západního průčelí má dvojité sloupkové okno a okulus. V severní uličce je umístěna socha Madony s dítětem z 15. století. U třetího pilíře je mramorová kazatelna v gotickém stylu, jejíž datování je nejisté (možná 14. století).